# Michigan Womyn's Music Festival
Le Michigan Womyn's Music Festival, souvent appelé MWMF ou Michfest était un festival américain de musique féministe pour femmes dans la mouvance de la Women's music, organisé chaque année de 1976 à 2015 dans le comté d'Oceana, Michigan, dans une forêt privée près de Hart Township, Michigan (en) communément appelée « The Land ». L'événement a été construit, doté en personnel, géré et fréquenté exclusivement par des femmes, les filles, les jeunes garçons et les tout-petits étant autorisés.
À partir de 1991, le festival exclut les femmes trans, revendiquant une politique de Womyn-born womyn (en) ce qui suscite de plus en plus de critiques. Le festival a été piqueté par Camp Trans (en) à partir des années 1990 manifestant contre sa politique d'exclusion. Le groupe de défense LGBT Equality Michigan (en) a boycotté l'événement en 2014. Le Michfest a attiré les critiques de la Human Rights Campaign, de GLAAD du National Center for Lesbian Rights (en) et du National LGBTQ Task Force, entre autres. Le festival a tenu son dernier événement en août 2015.

## Histoire

### Contexte
Les premiers festivals de musique pour femmes aux États-Unis ont été fondés au début des années 1970, en commençant par des festivals de jour sur les campus de l'État de Sacramento et de l'Université d'État de San Diego, le Midwest Women's Festival dans le Missouri, le Boston Women's Music Festival et le National Women's Music Festival à l'Université de l'Illinois à Urbana–Champaign. Ces premiers événements régionaux réservés aux femmes ont exposé le public à des artistes féministes et ouvertement lesbiennes, dont la plupart opéraient indépendamment de l'industrie du disque grand public. Les rassemblements lors de festivals offraient une alternative aux bars urbains, aux cafés et aux marches de protestation, qui étaient parmi les rares occasions pour les lesbiennes de se rencontrer au début des années 1970. Le séparatisme féministe des espaces était une conséquence directe et une solidarité avec le militantisme créé par le pouvoir noir et d'autres mouvements de solidarité raciale.

### Années 1970
En 1976, Lisa Vogel, avec sa sœur Kristie Vogel et son amie Mary Kindig, ont fondé le Michigan Womyn's Music Festival après avoir assisté à un festival en salle de musique féminine à Boston l'année précédente. Elles ont été rejoints par la femme d'affaires locale Susan Alborell. Lorsque leur demande de création d'un collectif à but non lucratif a été rejetée, We Want the Music Corporation a été structurée comme la société mère de MWMF. Michfest a été initialement conceptualisé comme un évènement auquel assistaient des femmes et des hommes féministes; cependant, il est devenu un festival réservé aux femmes lorsque les caractéristiques du camping en plein air ont été prises en considération. Le MWMF a ensuite été établi comme « un événement pour les lesbiennes ». Des années plus tard, l'autrice et chercheuse féministe Bonnie Morris décrit Michfest comme « une ville entière dirigée par et pour les féministes lesbiennes. L'utopie dévoilée. Et Eden - construit par Eve».
L'évènement a été construit, doté en personnel, géré et fréquenté exclusivement par des femmes, les filles, les jeunes garçons et les tout-petits étant autorisés,,.

### Années 1980
En 1982, le Michfest a déménagé  dans le comté d'Oceana, Michigan, dans une forêt privée près de Hart Township, Michigan (en) appelée « The Land » par les organisatrices et participantes du Michfest,. The Land allait devenir son emplacement à long terme de 650 acres près de Hart, dans le Michigan. Au cours des années suivantes, s'ajoutera une scène acoustique et une scène à micro ouvert, en plus de la programmation de la scène de jour et de la scène de nuit. Des passerelles pavées de ciment ont été ajoutées pour faciliter l'accès aux femmes à mobilité réduite et aux poussettes. Barbara Boo"Price est devenue la partenaire commerciale de Vogel's après le festival de 1985 et a été de plus en plus impliquée dans la production jusqu'à ce que les deux se séparent en 1994. Un double album du 10e anniversaire a été produit en 1985, et en 1986, le festival s'est étendu à cinq jours. Le festival a été entravé par une épidémie de shigella en 1988,.

### Années 1990
Dans les années 1990, Le Michfest a ajouté une piste à la scène nocturne et un mosh pit. Les artistes notables invités à l'événement à cette époque comprenaient les Indigo Girls et Tribe 8.
À partir de 1991, le festival exclut les femmes trans, revendiquant une politique de Womyn-born womyn (en) qui suscite de plus en plus de critiques. Le festival a été piqueté par Camp Trans (en) à partir des années 1990 pour manifester contre sa politique d'exclusion. Le groupe de défense LGBT Equality Michigan (en) a boycotté l'événement en 2014. Le Michfest a attiré les critiques de la Human Rights Campaign, de GLAAD du National Center for Lesbian Rights (en) et du National LGBTQ Task Force, entre autres. Le festival a tenu son dernier événement en août 2015,.

### Fermeture en 2015
Le festival a tenu son dernier événement en août 2015,, en même temps qu'il célèbre son 40e anniversaire. Le 21 avril, Lisa Vogel a annoncé via Facebook que ce serait aussi le dernier festival. Vogel a écrit dans sa déclaration : « Il y a eu des luttes; Cela ne fait aucun doute. Cela fait partie de notre vérité, mais ce n'est pas - et n'a jamais été - notre histoire déterminante. Le Festival a été le creuset de presque tous les problèmes culturels et politiques critiques auxquels la communauté féministe lesbienne s'est attaquée pendant quatre décennies. Ces luttes ont été une belle partie de notre force collective ; elles n'ont jamais été une faiblesse. »

### Statut du bien
En 2017, une organisation à but non lucratif, connue sous le nom de We Want the Land Coalition, a conclu un contrat pour acheter le terrain à l'ancienne productrice du festival, Lisa Vogel,. WWTLC entend rendre le terrain accessible aux femmes qui souhaitent y organiser des évènements. Des évènements plus petits étaient prévus pour l'été 2019. Fern Fest, un évènement ressemblant au Michfest, bien que trans inclusif, a lieu en août 2022.

## Opérations

### Activités et services
La participation au Michfest variait de 3 000 à 10 000 personnes. Les femmes ont construit les scènes, géré les systèmes d'éclairage et de sonorisation, fait des tournées de collecte des ordures, servi d'électriciennes, de mécaniciennes, de forces de sécurité, de soutien médical et psychologique, cuisiné des repas pour des milliers de personnes sur des foyers ouverts, fourni des services de garde d'enfants et animé des ateliers couvrant divers sujets d'intérêt. aux participantes, appelées « festies ». Un mois entier était consacré à la construction des terrains du festival et à leur démantèlement à la fin de l'événement.
Les décisions de gestion ont été prises dans le cadre de réunions de la communauté des travailleuses. Le soutien des services communautaires comprenait l'interprétation en ASL lors des spectacles, les soins de santé mentale et physique, les réunions des Alcooliques anonymes, le camping pour les femmes handicapées, ainsi qu'une tente uniquement pour les femmes de couleur.
Écrivant d'un point de vue personnel pour The Village Voice à l'automne 1994, la musicienne et employée de cuisine du Festival Gretchen Phillips (cofondatrice du groupe Two Nice Girls) a déclaré : « Je n'avais jamais vu autant de seins auparavant, autant de culs nus, autant de maudite peau sur un si vaste terrain. J'ai décidé de consacrer ce week-end à l'étude de mes problèmes corporels » et « J'ai toujours utilisé Mich comme un endroit pour recharger mes batteries pour le reste de l'année, en planifiant ma vie autour du fait d'être là en août et en apprenant mes leçons, à la fois amusantes et dures ».
Les enfants de sexe masculin âgés de quatre ans et moins étaient autorisés au sein du festival. Des services de garde pour les filles et les garçons de moins de cinq ans ont été fournis. Un camp d'été, Brother Sun Boys Camp, était disponible pour les garçons âgés de 5 à 10 ans.

### Production et représentations
Des artistes de plusieurs genres se sont produits au Michfest, y compris le classique, le jazz, le folk, le hard rock, l'acoustique, le bluegrass et le gospel. Le Festival a créé une production de haute technologie avec trois scènes dans un lieu rural en plein air,. Parmi les interprètes notables figuraient Margie Adam, Betty (groupe), Bitch, Tracy Chapman, Lea DeLaria, Melissa Ferrick (en), Mary Gauthier, Indigo Girls, Marga Gomez, Valerie June, Holly Near, Carole Pope, Vicki Randle, Jane Siberry, Jill Sobule, Cheryl Wheeler, Dar Williams, Cris Williamson et Sarah Bettens (Sam Bettens),,,,,.

### Soirée Michfest à mi-parcours
En 2005, la participante au festival Lisa A. Snyder a créé la Michfest Half-Way Soirée à New York pour soutenir la communauté locale du Michigan Womyn's Music Festival, les femmes musiciennes et les entreprises appartenant à des femmes,. Des fêtes « à mi-chemin vers Michfest » ont ensuite eu lieu dans de nombreux endroits.

## Controverse sur l'exclusion des femmes trans

### Contexte
En 1979 le livre de Janice Raymond The Transsexual Empire marque le début d'une véritable guerre idéologique entre certaines féministes radicales séparatistes et les milieux militants trans. Dans ce livre, Raymond maintient que la transidentité serait basée sur des « mythes patriarcaux », et que les femmes trans violeraient le corps des femmes en réduisant la vraie forme féminine à un artefact, en s'appropriant le corps féminin,. Ce livre critique également la présence de Sandy Stone, une femme trans dans le collectif Olivia Records. Cette dernière réplique à ce livre en 1991 par la publication de The Empire Strikes Back: A Posttranssexual Manifesto avec le soutien de Donna Harraway.

### Exclusion de Nancy Burkholder
En 1991, Nancy Jean Burkholder, une femme trans est invitée à quitter le festival,. Cette décision est justifiée rétroactivement par la mise en place d'une politique de « womyn-born-womyn (en français :femme née-femme) », comme l'indique Vogel,. Vogel a déclaré en 2013 que Michfest était destiné aux femmes qui à la naissance étaient considérées comme des femmes. L'effet concret est l'exclusion des femmes trans du festival, qui a fait l'objet de critiques croissantes.
En 1992, Burkholder a fait circuler une enquête au Michfest qui demandait : « Pensez-vous que les transsexuels homme-femme devraient être les bienvenus au Michigan? ». Bien que l'échantillon n'ait pas été sélectionné au hasard, les résultats ont été interprétés comme indiquant que le plus grand nombre de celles qui ont fréquenté le MWMF seraient contre l'exclusion des femmes « transsexuelles », et « suggèrent fortement que la majorité des Festigoers soutiendraient un « pas de politique de pénis » qui permettrait aux transsexuels homme-femme postopératoires d'assister au Michfest ». Lors de l'évènement de 2000, le personnel a remis aux arrivantes une feuille indiquant que le festival pouvait refuser « l'admission aux personnes qui se déclarent transsexuelles homme-femme ou transsexuelles femme-homme vivant maintenant comme des hommes (ou [leur] demandent de partir s'ils entrent) ».

### La politique du «womyn-born-womyn»
Les critiques ont fait valoir que l'intention de n'inclure que les womyn-born womyn constituait une discrimination contre les personnes transgenres.

### Camp Trans
En 1994 Riki Anne Wilchins propose le nom de « Camp Trans » pour un évènement de protestation annuel organisé en même temps que Michfest. Camp Trans a été organisé à côté du lieu du festival,. Il a été restauré en tant que « Son of Camp Trans » en 1999 et a duré jusqu'en 2010, lorsque le Service forestier des États-Unis a par la suite révoqué son permis de camping en raison d'« allégations de violence et de vandalisme au Festival, et... d'une confrontation... près des portes du MichFest ».
Dans une interview de 2005 avec Amy Ray, Vogel a défendu l'intention, déclarant qu'« avoir un espace pour les femmes, qui sont nées femmes, pour se réunir pendant une semaine, est un espace sain, entier et aimant à offrir aux femmes qui ont cette expérience. Pour moi, qualifier cela de transphobe est aussi déplacé que de dire que la tente des femmes de couleur est raciste, ou de dire qu'un espace réservé aux transsexuels, un rassemblement de gens de femmes nées hommes est misogyne. J'ai toujours cru dans mon cœur à la politique et à la culture du temps et de l'espace séparés ». Dans un communiqué de presse de 2006, Vogel a déclaré que « nous affirmons fermement qu'il n'y a rien de transphobe à choisir de passer une semaine avec des femmes qui sont nées et ont vécu comme des femmes ».

### Réactions, critiques et boycot
Julia Serano, femme transgenre et bisexuelle écrivant en 2007, a qualifié la politique du Michigan de transmisogynie et a relevé un double standard : les hommes trans étaient autorisés au festival, mais les femmes trans ne l'étaient pas ; cela signifiait que les hommes trans étaient traités comme s'ils étaient des femmes. Elle a accusé la politique du Michigan d'être intrinsèquement sexiste envers les femmes et d'aller à l'encontre de l'idée même d'un festival de musique pour femmes, a réfuté diverses déclarations avancées par Michfest à l'appui de leur politique et a décrit l'exclusion des femmes trans préopératoires comme phallocentrique.
En 2013, l'activiste transgenre Red Durkin a lancé une pétition Change.org demandant aux artistes de boycotter le Michfest jusqu'à ce que la politique de womyn-born womynn soit abolie. En réponse, Vogel a déclaré : « Je rejette l'affirmation selon laquelle la création d'un moment et d'un lieu de rassemblement pour WBW serait intrinsèquement transphobe. C'est une fausse dichotomie qui empêche le progrès et la compréhension. ». Peu de temps après le lancement de la pétition, les Indigo Girls ont annoncé que 2013 serait leur dernière année au festival, publiant une déclaration selon laquelle « nous pensons fermement que le temps est venu depuis longtemps pour un changement de politique, pour énoncer très clairement l'inclusion de Trans Womyn ».
En 2014, le groupe de défense LGBT Equality Michigan a boycotté le Michfest. Le boycott a été mené aussi par la Human Rights Campaign (HRC) GLAAD, le National Center for Lesbian Rights (NCLR) et le National LGBTQ Task Force. Le Michfest a accusé le boycott d'être « basé sur de fausses déclarations, des omissions délibérées et une édition sélective des déclarations antérieures du Festival sur cette question. » avec Vogel se référant au boycott comme des « tactiques de liste noire de l'ère McCarthy ». Le NCLR et le groupe de travail national LGBTQ retireront plus tard leur soutien au boycott, car ils estimaient qu'il ne serait pas « finalement productif » dans la réalisation de son objectif en déclarant : « Nous n'avons pas abandonné nos efforts pour travailler pour un Michfest pleinement inclusif. Notre objectif est un Michfest qui accueille pleinement les femmes trans. ».
Les protestations contre la politique d'exclusion ont donné lieu à des critiques d'artistes qui avaient joué ou avaient été invités au Michfest. Bitch, du groupe Bitch and Animal, a suscité des critiques pour avoir choisi de jouer au MWMF, ce qui a conduit la Boston Dyke March à annuler une apparition d'elle en 2007, et elle a également été retirée ou désinvitée de plusieurs autres festivals de musique. Des membres de The Butchies et Le Tigre ont affirmé avoir été« agressés verbalement, harcelées sans cesse et menacées physiquement » pour avoir décidé de jouer au festival. En octobre 2013, la cinéaste Sara St.Martin Lynne a été invitée à démissionner du conseil d'administration du Bay Area Girls Rock Camp pour avoir assisté au Michfest.
En avril 2013, en réponse aux critiques les Indigo Girls ont publié un communiqué indiquant qu'elles joueraient au festival tout en ne soutenant pas leur politique de « womyn born womyn ».
Le Michfest avait également l'intention déclarée que le sexe des participants ne soit pas contesté  et il a été rapporté que des femmes transgenres assistaient au festival sans révéler leur statut. Cette approche du festival a été critiquée comme équivalente " Ne demandez pas, ne dites pas" par Emily Dievendorf d'Equality Michigan Riki Wilchins de GenderPAC, et Julia Serano.

## Personnalités et artistes du Michfest
- Nedra Johnson
- Alix Dobkin[68]
- Margie Adam
- BETTY
- Bitch
- The Butchies
- Tracy Chapman
- Lea DeLaria
- Melissa Ferrick
- Mary Gauthier
- Indigo Girls
- Marga Gomez
- Valerie June
- Holly Near
- Carole Pope
- Vicki Randle
- Jane Siberry
- Jill Sobule
- Le Tigre
- Lucie Blue Tremblay
- Two Nice Girls et Gretchen Phillips[26]
- Cheryl Wheeler
- Dar Wi0lliams
- Cris Williamson
- Sam Bettens

### Ouvrages
- Paul Preciado, Une histoire (critique) des années 1990 : De la fin de tout au début de quelque chose, La Découverte, 25 juin 2020 (ISBN 978-2-348-06030-4, lire en ligne), « Sexe/Genre : Les années trans ». .
- (en) Finn Mackay, Female masculinities and the gender wars : the politics of sex, Londres, Bloomsbury Publishing, 2021 (ISBN 978-0-7556-0665-8, 0-7556-0665-5 et 978-0-7556-0667-2, OCLC 1264476748). .
- (en) Laurie J. Kendall, The Michigan Womyn's Music Festival: An Amazon Matrix of Meaning, Lulu.com, 2008, 210 p. (ISBN 978-0-6152-0065-1, lire en ligne).
- (en) Meghan A. Karels, The Institutionalization of Revolution: An Analysis of the Michigan Womyn's Music Festival, American University, 2008 (lire en ligne).
- (en) Boden C. Sandstrom, Performance, Ritual, and Negotiation of Identity in the Michigan Womyn's Music Festival, University of Maryland, 2002 (lire en ligne).
- (en) Eileen M. Hayes, Songs in Black and Lavender: Race, Sexual Politics, and Women's Music, University of Illinois Press, 2010 (ISBN 9780252091490, lire en ligne)
- (en) Mary Doyle, Dear Queers: A Love Letter from Michigan, the author, 2014 (lire en ligne).
- Mary A. Gebhart, The Michigan Womyn's Music Festival : building a lesbian community, 1998 (ISBN 978-0-599-68626-7 et 0-599-68626-X, OCLC 1130236820, lire en ligne).
- Bonnie Morris, Eden Built By Eves : The Culture of Women's Music Festivals, Alyson Books, 1999, 370 p. (ISBN 978-1-55583-477-7)
- Transsexual Womyn Censored at 1995 Michigan Womyn's Music Festival., 3492 (OCLC 1241831349, lire en ligne).
- Shana Goldin-Perschbacher, Michigan Womyn's Music Festival, Oxford University Press, 2013 (OCLC 5713593845, lire en ligne).
- (en) Sara F Collas, « Conflict and community in a lesbian feminist space: an autoethnography of Workerville at the Michigan Womyn's Music Festival », Thèses, University of Kansas,‎ 2005 (lire en ligne, consulté le 28 juin 2022).

### Articles
- (en) Here Publishing, The Advocate, Here Publishing, 9 octobre 2001 (lire en ligne).
- (en) SPIN Media LLC, Postcards from the edge : Three girls centric music scenes that push way beyond Lilith, SPIN Media LLC, novembre 1997 (lire en ligne).

### Zines
- (en) Emi Koyama et ZAPP Zine Project, A handbook on discussing the Michigan Womyn's Music Festival for trans activists and allies, Confluere, 2003 (OCLC 758254871, lire en ligne).